# Lomaciînți, Vinkivți
Lomaciînți (în ucraineană Ломачинці) este un sat în comuna Hovorî din raionul Vinkivți, regiunea Hmelnîțkîi, Ucraina.

## Demografie
Componența lingvistică a localității Lomaciînți
     Ucraineană (98,66%)
     Alte limbi (0,89%)
Conform recensământului din 2001, majoritatea populației localității Lomaciînți era vorbitoare de ucraineană (98,66%), existând în minoritate și vorbitori de alte limbi.